# Olney Transportation Center
El Centro de Transporte de Olney  es una estación de ferrocarril en la línea de la Calle Broad del Metro de Filadelfia. La estación se encuentra localizada en 5600 Calle Broad Norte en Filadelfia, Pensilvania. La estación del Centro Transporte Olney fue inaugurada el 1 de septiembre de 1928. La Autoridad de Transporte del Sureste de Pensilvania (por sus siglas en inglés SEPTA) es la encargada por el mantenimiento y administración de la estación. La estación se encuentra cerca de la Universidad La Salle.

## Descripción
La estación del Centro de Transporte de Olney cuenta con 2 plataformas centrales y 4 vías. 

## Conexiones
La estación es abastecida por las siguientes conexiones: 
- Rutas de autobuses SEPTA: 6, 8, 16, 18, 22, 26, 55, 80 y L